# Ditang
Ditang (kinesiska: 棣棠) är en socken i sydvästra Kina. Den ligger i Pengshui härad i storstadsområdet Chongqing, omkring 160 kilometer öster om det centrala stadsdistriktet Yuzhong. Antalet invånare är 7 902. Befolkningen består av 3 778 kvinnor och 4 124 män. Barn under 15 år utgör 26,0 %, vuxna 15-64 år 60 %, och äldre över 65 år 13,0 %.